# Guinan

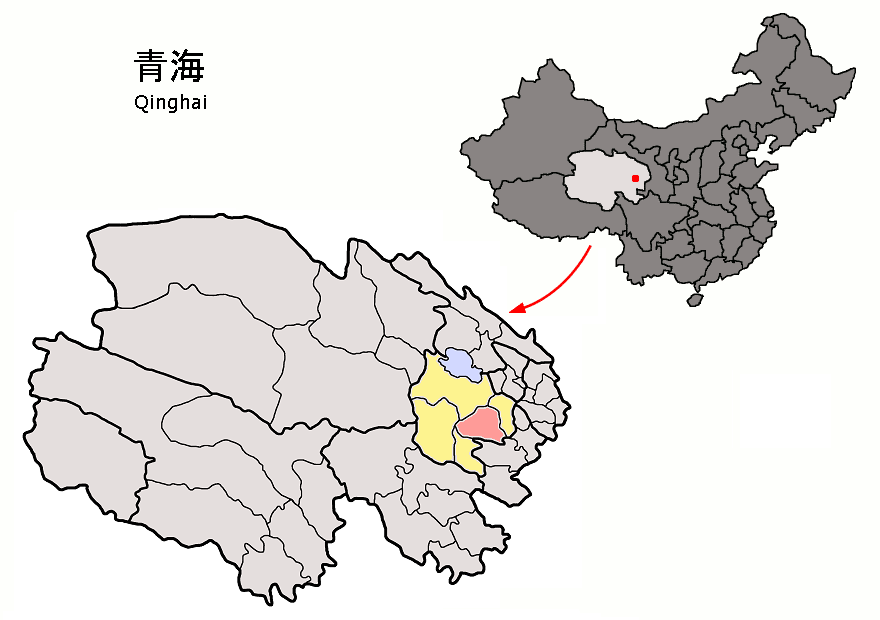
Lage des Kreises Guinan (rosa) im Autonomen Bezirk Hainan der Tibeter (gelb) in Qinghai

Der Kreis Guinan (chinesisch 贵南县, Pinyin Guìnán Xiàn) gehört zum Autonomen Bezirk Hainan der Tibeter in der chinesischen Provinz Qinghai. Die Fläche beträgt 6.637 Quadratkilometer und die Einwohnerzahl 71.841 (Stand: Zensus 2020). 1999 zählte er 63.542 Einwohner. Sein Hauptort ist die Großgemeinde Mangqu (茫曲镇).

## Administrative Gliederung
Auf Gemeindeebene setzt sich der Kreis aus drei Großgemeinden und drei Gemeinden zusammen. Diese sind (Pinyin/chin.):
- Großgemeinde Mangqu 茫曲镇
- Großgemeinde Guomaying 过马营镇
- Großgemeinde Sumdo 森多镇

- Gemeinde Mangla 茫拉乡
- Gemeinde Taxiu 塔秀乡
- Gemeinde Shagou 沙沟乡